# 深大寺恋物語
深大寺恋物語（じんだいじこいものがたり）は、深大寺短編恋愛小説実行委員会（調布市など後援）によって主催される現代の短編恋愛小説を対象とした公募新人文学賞である。
深大寺地域の活性化を目指し、2004年度から深大寺短編恋愛小説公募事業を創設。
深大寺やその門前に位置する蕎麦屋、土産屋、東京都立神代植物公園など界隈の豊かな自然や花と緑などを盛り込んだ現代の短編恋愛小説（40字20行で最大5枚、4000字以内）が対象。
受賞作と選評は、翌年4月1日に発行される受賞作品集に掲載される。
2024年第20回で公募終了が予定されている。

## 受賞作
毎年7月31日締め切り、10月に選考会。11月に授賞式。
| 回（年度）     | 応募総数 | 賞                       | 作品名                            | 作者         |
| -------------- | -------- | ------------------------ | --------------------------------- | ------------ |
| 第1回（2004）  | 334編    | 最優秀賞                 | 夏の果て                          | 中野まさ子   |
| 第1回（2004）  | 334編    | 佳作                     | 実生乱造症候群                    | 伊吹真理子   |
| 第1回（2004）  | 334編    | 佳作                     | 石斧（せきふ）の恋                | 吉田信       |
| 第1回（2004）  | 334編    | 調布市長賞               | 雪椿                              | 前田万里     |
| 第2回（2005）  | 210編    | 最優秀賞                 | 全力少女                          | 柴理恵       |
| 第2回（2005）  | 210編    | 佳作                     | 誰もがなびく                      | 津林邦英     |
| 第2回（2005）  | 210編    | 佳作                     | 待ち人は春にやってくる            | 山本洋介     |
| 第2回（2005）  | 210編    | 調布市長賞               | いろはもみじ                      | 小堺麻里     |
| 第2回（2005）  | 210編    | 深大寺そば組合賞         | 縁／ＥＮ                          | 酒津はる     |
| 第2回（2005）  | 210編    | 深大寺特別賞             | 片道200円の恋                     | 岡本祥子     |
| 第3回（2006）  | 253編    | 最優秀賞                 | 夏虫色の少女                      | 黒澤成美     |
| 第3回（2006）  | 253編    | 審査員特別賞             | 山椿                              | 吉田信       |
| 第3回（2006）  | 253編    | 審査員特別賞             | コーヒー・ルンバ                  | 瀬古恵子     |
| 第3回（2006）  | 253編    | 調布市長賞               | 桜の頃                            | 伊勢湊       |
| 第3回（2006）  | 253編    | 深大寺そば組合賞         | カルトブランシェ                  | 坂井むさし   |
| 第3回（2006）  | 253編    | 深大寺特別賞             | ヒタキの愛                        | 佐々智佳子   |
| 第4回（2008）  | 289編    | 最優秀賞                 | 蕎麦談義恋道中                    | 吉井薫       |
| 第4回（2008）  | 289編    | 審査員特別賞             | 目のくらむ、暑く眩しい日          | 井家歩美     |
| 第4回（2008）  | 289編    | 審査員特別賞             | ブルー・イン・グリーン            | 向井通孝     |
| 第4回（2008）  | 289編    | 調布市長賞               | 音を聞く                          | 大巻裕子     |
| 第4回（2008）  | 289編    | 深大寺特別賞             | 鈴のざわめき                      | 湯川順哉     |
| 第4回（2008）  | 289編    | 深大寺そば組合賞         | 託された恋                        | 五十嵐寿恵   |
| 第5回（2009）  | 290編    | 最優秀賞                 | その次                            | 池野仁美     |
| 第5回（2009）  | 290編    | 審査員特別賞             | 妖怪ポストのラブレター            | 久保真実     |
| 第5回（2009）  | 290編    | 審査員特別賞             | 糸偏となぞなぞ                    | 霜鳥つらら   |
| 第5回（2009）  | 290編    | 調布市長賞               | 恋敵（こいがたき）                | 板谷朔       |
| 第5回（2009）  | 290編    | 深大寺特別賞             | 百年杉と斜陽と不発弾              | 前山尚士     |
| 第5回（2009）  | 290編    | 深大寺そば組合賞         | そばとうどん                      | 三和みか     |
| 第6回（2010）  | 301編    | 最優秀賞                 | かなしい赤色、しあわせな闇色      | 伊藤ユキムネ |
| 第6回（2010）  | 301編    | 審査員特別賞             | 日照雨～そばえ～                  | 時乃真帆     |
| 第6回（2010）  | 301編    | 審査員特別賞             | 象のささくれ                      | 清繭子       |
| 第6回（2010）  | 301編    | 調布市長賞               | お竹さんはいるかえ                | 大谷重司     |
| 第6回（2010）  | 301編    | 深大寺賞                 | 桜                                | 鈴木依古     |
| 第6回（2010）  | 301編    | 深大寺そば組合賞         | 深大寺そば部                      | 雑賀壱       |
| 第7回（2011）  | 363編    | 最優秀賞                 | 月が綺麗ですね                    | 種田千恵     |
| 第7回（2011）  | 363編    | 審査員特別賞             | 風が吹くとき                      | 明楽三芸     |
| 第7回（2011）  | 363編    | 審査員特別賞             | 草上の食卓                        | 坂口香野     |
| 第7回（2011）  | 363編    | 深大寺特別賞             | なんじゃもんじゃの木の下で        | 水橋朋子     |
| 第7回（2011）  | 363編    | 深大寺そば組合賞         | 水曜日の客                        | 小西久也     |
| 第7回（2011）  | 363編    | 調布市長賞               | 僕たちのホタル                    | 秋山咲絵     |
| 第8回（2012）  | 273編    | 最優秀賞                 | あゆみ                            | 仁田 恵      |
| 第8回（2012）  | 273編    | 審査員特別賞             | パンパスグラスの森で              | 狸           |
| 第8回（2012）  | 273編    | 審査員特別賞             | 深大寺ラバーズ                    | 安達茉莉子   |
| 第8回（2012）  | 273編    | 調布市長賞               | 夕涼みの夜に                      | 服部正彦     |
| 第8回（2012）  | 273編    | 深大寺特別賞             | パンパスの祝福                    | 高橋やまね   |
| 第8回（2012）  | 273編    | 深大寺そば組合賞         | あなたの隣で                      | 杉本絵理     |
| 第9回（2013）  | 350編    | 最優秀賞                 | 鬼燈のえくぼ                      | 山田集佳     |
| 第9回（2013）  | 350編    | 審査員特別賞             | 羽ばたきの中で                    | 高山あつひこ |
| 第9回（2013）  | 350編    | 審査員特別賞             | ためのいたみ                      | 吉田 塁      |
| 第9回（2013）  | 350編    | 審査員特別賞・調布市長賞 | 競うように雲が行く日に            | 山下みゆき   |
| 第9回（2013）  | 350編    | 深大寺賞                 | 夏ニ至ル                          | 井上秀明     |
| 第9回（2013）  | 350編    | 深大寺そば組合賞         | 分かりづらい！                    | 松井 司      |
| 第10回（2014） | 355編    | 最優秀賞                 | 何を祈る                          | 福田果歩     |
| 第10回（2014） | 355編    | 審査員特別賞             | そして、猫が鳴いたら              | 睦月カンナ   |
| 第10回（2014） | 355編    | 審査員特別賞             | 神様、ノーパンはお好きですか？    | 室岡ヨシミコ |
| 第10回（2014） | 355編    | 深大寺特別賞             | 大人と子どもの二つの物語          | 小坂泰介     |
| 第10回（2014） | 355編    | 深大寺そば組合賞         | 春夏秋冬春                        | 雲藤みやび   |
| 第10回（2014） | 355編    | 調布市長賞               | 星宿り                            | 神月柚子     |
| 第11回（2015） | 418編    | 最優秀賞                 | 夏のオーバーライト                | 永山天乃     |
| 第11回（2015） | 418編    | 審査員特別賞             | 月白風清（つきしろくかぜきよし）  | 東織白鷺     |
| 第11回（2015） | 418編    | 審査員特別賞             | 盂蘭盆                            | 吉未秦乃     |
| 第11回（2015） | 418編    | 深大寺特別賞             | 第十三場 神代植物公園（夕方、雨） | 岡英里奈     |
| 第11回（2015） | 418編    | 深大寺そば組合賞         | 彼女の恋わずらい                  | 牧野恒紀     |
| 第11回（2015） | 418編    | 調布市長賞               | お試しの男                        | 進藤晃子     |
| 第12回（2016） | 307編    | 最優秀賞                 | 光り                              | 畠山茉莉花   |
| 第12回（2016） | 307編    | 審査員特別賞             | お結び                            | 德重彩実     |
| 第12回（2016） | 307編    | 審査員特別賞             | モグラの目                        | 吉川陽太     |
| 第12回（2016） | 307編    | 深大寺特別賞             | 人魚姫の懺悔                      | 稲瀬里緒奈   |
| 第12回（2016） | 307編    | 深大寺そば組合賞         | インプレッション                  | 六月一日正午 |
| 第12回（2016） | 307編    | 調布市長賞               | 左目の恋人                        | 伊藤大輔     |
| 第13回（2017） | 411編    | 最優秀賞                 | エルドラド                        | 梶山志緒里   |
| 第13回（2017） | 411編    | 審査員特別賞             | バラの恋                          | 武藤真莉     |
| 第13回（2017） | 411編    | 審査員特別賞             | 開始線                            | 久保信之     |
| 第13回（2017） | 411編    | 深大寺特別賞             | 弥子さんの散歩                    | 坂本文朗     |
| 第13回（2017） | 411編    | 深大寺そば組合賞         | 恋はくせもの                      | 深水千生     |
| 第13回（2017） | 411編    | 調布市長賞               | たかが逢瀬                        | 堀部 宏      |
| 第14回（2018） | 387編    | 最優秀賞                 | 白く細く長く                      | 嶋野晃人     |
| 第14回（2018） | 387編    | 審査員特別賞             | スージーの終戦                    | 髙木りつか   |
| 第14回（2018） | 387編    | 審査員特別賞             | 坂をあがる                        | 若宮 翼      |
| 第14回（2018） | 387編    | 深大寺特別賞             | 風吹けば                          | 武藤真莉     |
| 第14回（2018） | 387編    | 深大寺そば組合賞         | ミツミの恋                        | 野村奈津子   |
| 第14回（2018） | 387編    | 調布市長賞               | 夏の五感                          | 奥村美紀     |
| 第15回（2019） | 362編    | 最優秀賞                 | 微香                              | 熊木詩織     |
| 第15回（2019） | 362編    | 審査員特別賞             | となり、いいですか？              | 古森 曉      |
| 第15回（2019） | 362編    | 審査員特別賞             | 箱庭                              | 坂本文朗     |
| 第15回（2019） | 362編    | 深大寺特別賞             | 直線距離の愛                      | 二十一七月   |
| 第15回（2019） | 362編    | 深大寺そば組合賞         | 夢許り                            | 長谷川彩香   |
| 第15回（2019） | 362編    | 調布市長賞               | 五月の雪、八月の雲                | 雪柳あうこ   |
| 第16回（2020） | 336編    | 最優秀賞                 | 蕾が散る                          | 川瀬陽子     |
| 第16回（2020） | 336編    | 審査員特別賞             | 休日                              | 水城孝敬     |
| 第16回（2020） | 336編    | 審査員特別賞             | 姑の赤駒                          | 渡波みずき   |
| 第16回（2020） | 336編    | 深大寺特別賞             | その夏の少女                      | 古賀百合     |
| 第16回（2020） | 336編    | 深大寺そば組合賞         | 月を開く                          | 宮田一平     |
| 第16回（2020） | 336編    | 調布市長賞               | 冬薔薇とカリヨン                  | 七ツ樹七香   |
| 第17回（2021） | 387編    | 最優秀賞                 | ハイコントラスト・ガーデン        | 酒井博子     |
| 第17回（2021） | 387編    | 審査員特別賞             | 碧眼のだるま                      | 八木優羽亜   |
| 第17回（2021） | 387編    | 審査員特別賞             | 千枚目へのプロローグ              | 南光絵里子   |
| 第17回（2021） | 387編    | 深大寺特別賞             | バス停から                        | 辻 淳子      |
| 第17回（2021） | 387編    | 深大寺そば組合賞         | ボタンホールと金魚                | 瑠芙菜       |
| 第17回（2021） | 387編    | 調布市長賞               | ふたりだけの深大寺                | 中村沙奈     |
| 第18回（2022） | 383編    | 最優秀賞                 | 蝶の耳                            | 水城文惠     |
| 第18回（2022） | 383編    | 審査員特別賞             | 無量光                            | ただの雅子   |
| 第18回（2022） | 383編    | 審査員特別賞             | 恋する姫星美人                    | 米山真由     |
| 第18回（2022） | 383編    | 深大寺特別賞             | 復す                              | 加藤明矢     |
| 第18回（2022） | 383編    | 深大寺そば組合賞         | かわるもの、かわらないもの        | 木吹 漣      |
| 第18回（2022） | 383編    | 調布市長賞               | 妖怪の森                          | 伊東葎花     |
| 第19回（2023） | 353編    | 最優秀賞                 | 花の姿                            | 柚木理佐     |
| 第19回（2023） | 353編    | 審査員特別賞             | 日傘とスマホと夏と                | 古今果歩     |
| 第19回（2023） | 353編    | 審査員特別賞             | きっと、忘れる。                  | 森 深尋      |
| 第19回（2023） | 353編    | 深大寺特別賞             | 花びらの時                        | 有泉里俐歌   |
| 第19回（2023） | 353編    | 深大寺そば組合賞         | 待ち人おそし道にてさはり有べし    | 佐野 旭      |
| 第19回（2023） | 353編    | 調布市長賞               | 冬のセラピスト                    | さきほ       |
| 第20回（2024） | 622編    | 最優秀賞                 | 玉虫色のコート                    | ことこ       |
| 第20回（2024） | 622編    | 審査員特別賞             | ひなの家                          | 高山真由美   |
| 第20回（2024） | 622編    | 審査員特別賞             | 初夏の目覚め                      | 清本 沢      |
| 第20回（2024） | 622編    | 深大寺特別賞             | 甘い蜜をなめている                | 白川個舟     |
| 第20回（2024） | 622編    | 深大寺そば組合賞         | 蕎麦とティアドロップ              | 甲木千絵     |
| 第20回（2024） | 622編    | 調布市長賞               | 精舎の人                          | 山口栄子     |

## 審査員
村松友視、井上荒野、清原康正